# Pinchus Krémègne

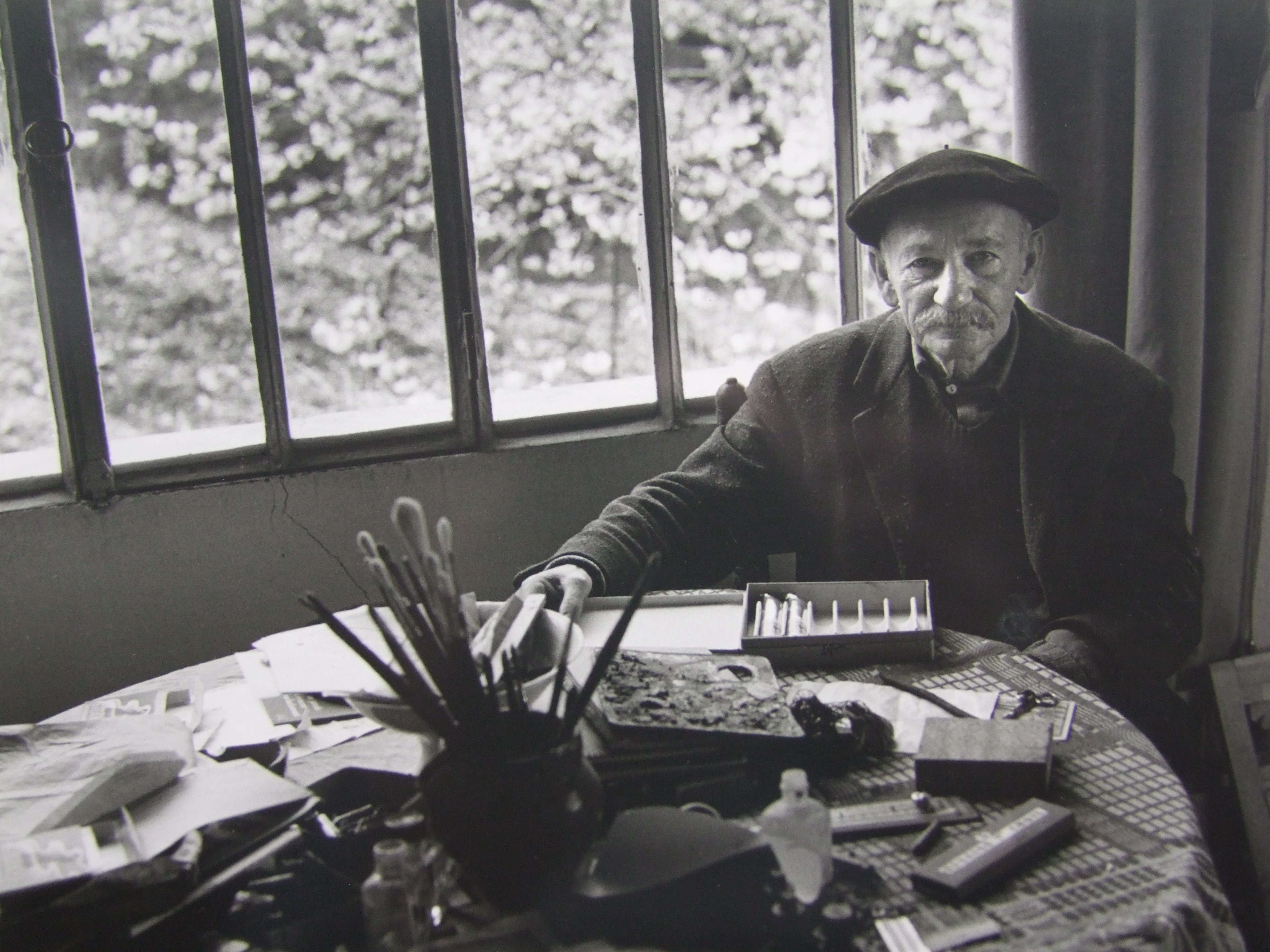
Pinchus Krémègne

Pinchus Krémègne, en ruso Пинхус Кремень (Pinchus Kremen) (Zhaludok, 28 de julio de 1890 - Céret, 5 de abril de 1981) fue un pintor, escultor y litógrafo francés de origen ruso y ascendencia judía. De estilo expresionista, perteneció a la llamada Escuela de París.
Amigo de Chaïm Soutine y Michel Kikoïne, estudió con ambos en la Escuela de Bellas Artes de Vilna. Objetivo de los progroms antijudíos, en 1912 huyó a París, donde se unió al grupo de pintores de Montparnasse, y pronto se convirtió en uno de los residentes más respetados de La Ruche. En 1915 abandonó la escultura para dedicarse a la pintura. Salió de París para vivir en un pequeño pueblo de los Pirineos llamado Céret, que pronto atrajo a otros pintores como Soutine y Picasso.